# Recycler
Recycler är ett musikalbum av ZZ Top som utgavs 1990 på skivbolaget Warner Bros. Records. Albumet blev mest uppmärksammat för låten "Doubleback" som fanns med i filmen Tillbaka till framtiden III samma år. ZZ Top har sagt om albumet att det var en fortsättning på den synthljudbild de påbörjat på albumen Eliminator och Afterburner, men att bandets råare sida får skina igenom mer.

## Låtlista
1. "Concrete and Steel" – 3:45
2. "Lovething" – 3:20
3. "Penthouse Eyes" – 3:49
4. "Tell It" – 4:39
5. "My Head's in Mississippi" – 4:17
6. "Decision or Collision" – 3:59
7. "Give It Up" – 3:24
8. "2000 Blues" – 4:37
9. "Burger Man" – 3:18
10. "Doubleback" – 3:53

## Listplaceringar
| Lista (1990-1991) | Position            |
| ----------------- | ------------------- |
| Australien        | 27                  |
| Finland           | 1                   |
| Frankrike         | 9                   |
| Kanada            | 20 (RPM)            |
| Nederländerna     | 65                  |
| Norge             | 2 (VG-lista)        |
| Nya Zeeland       | 23                  |
| Schweiz           | 1                   |
| Storbritannien    | 8 (UK Albums Chart) |
| Sverige           | 2 (Topplistan)      |
| Tyskland          | 4                   |
| USA               | 6 (Billboard 200)   |
| Österrike         | 15                  |